# Ardes
Ardes je francouzská obec v departementu Puy-de-Dôme v regionu Auvergne. V roce 2012 zde žilo 550 obyvatel. Je centrem kantonu Ardes.